# Пригородный (Волгоградская область)
При́городный — посёлок в Волгоградской области, административный центр Фроловского района и Пригородного сельского поселения.
Посёлок расположен северо-восточнее города Фролово и является его спутником.

## География
Посёлок находится на северно-восточной окраине города Фролово. На западе граничит с микрорайоном Грачи города Фролово, к северу в километре от посёлка находится посёлок Садовый.

### Климат
| Показатель                                                       | Янв. | Фев. | Март | Апр. | Май  | Июнь | Июль | Авг. | Сен. | Окт. | Нояб. | Дек. | Год   |
| ---------------------------------------------------------------- | ---- | ---- | ---- | ---- | ---- | ---- | ---- | ---- | ---- | ---- | ----- | ---- | ----- |
| Абсолютный максимум, °C                                          |      |      |      |      |      |      | 40   |      |      |      |       |      | 40    |
| Средний суточный максимум, °C                                    | −4   | −4   | 2    | 14   | 21   | 26   | 28   | 27   | 20   | 12   | 2     | −3   | 28    |
| Средний суточный минимум, °C                                     | −8   | −9   | −4   | 4    | 11   | 15   | 17   | 16   | 10   | 4    | −2    | −7   | −9    |
| Абсолютный минимум, °C                                           |      | −35  |      |      |      |      |      |      |      |      |       |      | −35   |
| Норма осадков, мм                                                | 25,3 | 21,8 | 21,3 | 21,7 | 23,9 | 36,7 | 37,6 | 22,1 | 27,5 | 21,7 | 29,5  | 26,5 | 305,6 |
| Источник: msn.com. weather.msn.com. Дата обращения: 8 июля 2025. |      |      |      |      |      |      |      |      |      |      |       |      |       |

## История
В 1930 году на нынешней территории посёлка был организован совхоз «Зеленовский», что и дало толчок к развитию посёлка. По названию совхоза в народе стали называть сам посёлок Зеленовским.
В 2014 году законом Волгоградской области № 122-ОД в посёлок был перенесён административный центр Фроловского района. В посёлке располагается Фроловская районная Дума.

## Население
| 2002 | 2010  |
| ---- | ----- |
| 1146 | ↘1062 |

## Инфраструктура
В посёлке находятся медучреждение, стоматологическая клиника, магазины, магазин стройматериалов, супермаркет «Магнит», рынок, кафе, парикмахерская, пекарня, гостиница. На месте бывшего совхоза «Зеленовский» ныне существует сельскохозяйственное предприятие.Также на территории посёлка находится отделение компании по ремонту дорог «Донстрой». Посёлок газифицирован, есть водопровод и центральное отопление, дороги асфальтированы. Застроен преимущественно частными домами. В центре посёлка имеется район, застроенный преимущественно многоэтажными домами, а рядом (в районе колледжа и школы) имеется район с двухэтажными домами. Есть элеватор, крупозавод.

## Образование
- МБОУ «Зеленовская средняя общеобразовательная школа»
- Фроловский колледж бизнеса[6]
- Фроловский филиал Волгоградского института бизнеса (на базе Фроловского колледжа бизнеса).

## Культура
В посёлке находится сельский дом культуры, стадион, каток, молодёжный центр. На стадионе базируется любительская футбольная команда «Урожай», выступающая на первенстве области.

## Достопримечательности
- Памятник погибшим в Великой Отечественной войне «Скорбящая мать»
- Памятник В. И. Ленину